# Хидарн
Хидарн (на старогръцки: Ὑδάρνης; на староперсийски се произнася Видарна, което значи Изкормвача) е персийски сатрап и командир на „Безсмъртните“ по време на инвазията на Ксеркс в Гърция.
Хидарн е син на човек, също носещ името Хидарн. Баща му помага на Дарий I да победи Гаумата през 521 пр.н.е. и да стане шах на Персийската империя. След това възрастният Хидарн става много влиятелен човек. В надписи, намерени в Персеполис, се чете, че през 499 пр.н.е. е сатрап на Мидия. Само сатрапиите Бактрия, Елам и Вавилония са важни колкото Мидия, въпреки че Египет и Индия са по-богати. Влиянието на баща му обезпечава кариерата на Хидарн и на брат му, които през 480 пр.н.е. са назначени за сатрапи. Херодот пише, че Хидарн е поел „командването на цялото азиатско крайбрежие“, а по-възрастният му брат на име Сисамнес е сатрап на Ариа.
По време на Гръко-персийските войни и инвазията на Ксеркс I в Гърция, Хидарн е командир на елитната шахска гвардия, носеща името „Безсмъртните“. В битката при Термопилите след ожесточената гръцка съпротива, Хидарн и водените от него бойци успяват да заобиколят силите на цар Леонид I през планински пътеки и да нападат спартанците в тил, като с това се слага край на битката. „Безсмъртните“ са в Гърция и през следващата година, и са сред персийските войски под командването на Мардоний, който продължава войната след неуспеха в морската битка при Саламин. По това време Хидарн се е завърнал заедно с Ксеркс в Персия и не става свидетел на загубата на „Безсмъртните“ в битката при Платея.